# Šelda
Šelda (francosko l'Escaut, valonsko Escô, flamsko ali nizozemsko Schelde) je 360 km dolga reka v severni Franciji, zahodni Belgiji in jugozahodnem delu Nizozemske..

## Etimologija
Njeno ime se prvič pojavi v latinščini Scaldis v komentarjih o galski vojni Julija Cezarja in spet v Plinijevi (Histoire naturelle, knjiga IV). To ime keltskega izvora pomeni 'sijoča reka' ali 'lepa reka', Scheldt v francoščino in Schelde v nizozemščini..

## Potek
Glavna izvira Šelde sta v Gouyju, v departmaju Aisne v severni Franciji. Teče severno skozi Cambrai in Valenciennes ter vstopi v Belgijo blizu Tournaija. V Gentu dobi Lys, enega glavnih pritokov in zavije proti vzhodu. V bližini Antwerpna, največjega mesta na njenih bregovih, Šelda teče zahodno na Nizozemsko proti Severnemu morju.
Prvotno sta bili od te točke dalje dve veji: Oosterschelde (Vzhodna Šelda) in Westerschelde (Zahodna Šelda), v 19. stoletju pa je bila reka odrezana od vzhodne (dejansko: severne) veje z nasipom, ki povezuje Zuid-Beveland s celino (severni Brabant). Danes se reka nadaljuje le v estuarij Westerschelde, ki prečka Terneuzen, da doseže Severno morje med Breskensom v Zeeuws-Vlaanderenu in Vlissingenom (Flushing) na Walcherenu.
Šelda je pomembna vodna pot in je bila od svojega ustja plovna do kraja Cambrai. Nad njim Canal de Saint-Quentin sledi njenemu toku. Pristanišče Antwerpen, drugo največje v Evropi, leži na njenih bregovih. Nekateri kanali (vključno Albertov kanal) povezujejo Šeldo z bazeni Rena, Meuse in Sene ter z industrijskimi območji okoli Bruslja, Liègea, Lilleja, Dunkirka in Monsa.
Šelda teče skozi naslednje francoske departmaje, belgijske province, nizozemske province in mesta:
Aisne (F): Gouy
Nord (F): Cambrai, Denain, Valenciennes
Hainaut (B): Tournai
Zahodna Flandrija (B): Avelgem
Vzhodna Flandrija (B): Oudenaarde, Gent, Dendermonde, Temse
Antwerpen (B): Antweren
Zeeland (NL): Hulst, Terneuzen, Sluis, Vlissingen

## Zgodovina
Šeldin estuarij je imel od vedno precejšen komercialni in strateški pomen. V rimskih časih je bilo pomembno, da so ladje prišle v Rimsko Britanijo. Boginja Nehalenija je bila čaščena v ustjih. Franki so prevzeli nadzor nad regijo okoli leta 260 in se prvič srečali z rimskimi oskrbovalnimi potmi kot pirati. Kasneje so postali zavezniki Rimljanov. Z različnimi deli Frankovskega cesarstva v 9. stoletju je Šelda sčasoma postala meja med zahodnim in vzhodnim delom cesarstva, ki sta kasneje postala Francija in Sveto rimsko cesarstvo.
Tako je ostalo - vsaj na papirju - do leta 1528, čeprav sta tako do zdaj obe deželi Flandrija na zahodnem bregu in Zeeland ter vojvodstvo Brabant na vzhodu del habsburške lastnine Sedemnajstih provinc. Antwerpen je bilo najpomembnejše pristanišče v zahodni Evropi. Po tem, ko se je mesto leta 1585 vrnilo pod španski nadzor, je Nizozemska republika prevzela nadzor nad Zeeuws-Vlaanderen, zemljiškim pasom na levem bregu in zaprla Šeldo za ladijski promet. To je trgovino preusmerilo v pristanišča Amsterdam in Middelburg ter resno oslabilo Antwerpen - pomemben in travmatičen element v zgodovini odnosov med Nizozemsko in tem, kar naj bi postala Belgija.
Dostop do reke je bil predmet kratke Ketlarske vojne ali vojne v Marmi leta 1784, kmalu zatem - v francoski revolucionarni dobi – je bila leta 1792 reka ponovno odprta. Ko je Belgija zahtevala neodvisnost od Nizozemske leta 1830, je bila določena pogodba o Šeldi, da mora reka ostati dostopna za ladje, ki plujejo po belgijskih pristaniščih. Kljub temu bi nizozemska vlada zahtevala plačilo cestnin do 16. julija 1863.
Vprašanje Šelde, študija »Zgodovina mednarodnih pravnih ureditev, ki urejajo zahodno Šeldo«, je bila pripravljena za uporabo britanskih pogajalcev na Versajski pogodbi leta leta 1919.
V drugi svetovni vojni je estuarij Šelde ponovno postal sporno območje. Nemška vojska je kljub zavezniškemu nadzoru Antwerpna, septembra 1944 še vedno zasedala utrjene položaje po celotnem estuariju zahodno in severno, kar je preprečilo, da bi zavezniške ladje prišle do pristanišča. Kanadska prva armada je v bitki pri Šeldi uspešno izpraznila območje, kar je omogočilo neposreden dostop konvoju oskrbe do pristanišča v Antwerpnu do novembra 1944.

## Nekateri pritoki
- Eauette (Marcoing)
- Erclin (Iwuy)
- Sensée (Bouchain)
- Torrent d'Esnes
- Selle (Denain)
- Écaillon (Thiant)
- Rhonelle (Valenciennes)
- Hene (Condé-sur-l'Escaut)
- Scarpe (Mortagne-du-Nord)
- Rone (Kluisbergen)
- Zwalm (Zwalm)
- Leie|Leie/Lys (Gent)
- Dender (Dendermonde)
- Durme (Temse)
- Rupel (Rupelmonde)
- Schijn (Antwerpen])

## Plovnost
Regulacija od Cambraija do Valenciennesa je bila končana leta 1788. Napoleon je videl prednosti povezovanja Pariza z Belgijo in pospešenega zaključka prekopa Canal de Saint-Quentin na jugu. Zapornice so se poglobile in podvojile, saj je premog postal bistvena blagovna znamka industrijske revolucije. Nadgradnja nizvodno od Bouchaina se je začela v 1960-ih letih v Franciji in Flandriji, vendar vodna pot še vedno ni bila popolnoma skladna z evropskimi standardi. Vse zapornice na odseku z visoko zmogljivostjo so se podvojile z evropskega razreda Vb, velikosti 185 m z 12 m, kot del celotnega evropskega projekta plovne poti Sena-Šelda. Pont des Trous, utrjen most v Tournaiju, ki je bil že znatno spremenjen, je bil ponovno dvignjen, da bi zagotovil potrebne dimenzije, vključno s svetlo odprtino 7,10 m.

## V kulturi
Tradicija pravi, da je sveti Amalberga iz Temse prečkal reko v Temsi na hrbtni strani velikega jesetra. Louisa Pulinckxsova slika Pogled na Šeldo, 1875.